# Rutine

Rutine C27H30O16

Rutine, ook genoemd rutoside, quercetine-3-rutinoside of sophorine, is een flavonoïde glycoside dat voorkomt in boekweit, rabarber, appels, uien, thee, asperges, Stevia sp.,  citrusvruchten zoals sinaasappel, pompelmoes, citroen en limoen en bessen zoals veenbes. De benaming komt van Ruta graveolens, een plant die ook rutine bevat. Het wordt soms aangeduid als "vitamine P", hoewel het geen vitamine is.
Rutine ontstaat door een disacharide te binden aan de hydroxylgroep van quercetine. Rutine is dus verwant aan quercitine.

## Toepassingen
Rutine en quercetine vinden toepassing in medicijnen voor de bloedvaten. Het bindt met Fe2+-ionen, waardoor het binding met waterstofperoxide verhindert, wat een reactief vrij radicaal zou vormen dat cellen kan beschadigen. Het is dus een sterk antioxidant. Rutine vermindert klontering van bloed en remt ontstekingen.